# Catalaansgambiet
Het Catalaans gambiet is in de opening van een schaakpartij een variant in de schaakopening Catalaans en heeft als beginzetten: 1.d4 Pf6 2.c4 e6 3.g3 d5 4.Lg2
Eco-code E 01.
Dit gambiet is ingedeeld bij de halfgesloten spelen. De opening is genoemd naar de landstreek Catalonië waar ze in de dertiger jaren voor het eerst gespeeld werd. Na veel analyseren is hieruit het Catalaans gambiet ontstaan.
Externe link
- (en) Partijen www.chessgames.com